# أل كارديناس
أل كارديناس (بالإنجليزية: Al Cardenas)‏ هو محامي أمريكي، ولد في 1948 في كوبا.